# José Horn Areilza
José Horn y Mendia de Areilza (Cagsana, Filipinas, 1880 - Bilbao, 30 de julio de 1936) fue un abogado y político español, de ideología nacionalista vasca.

## Biografía
Nació en Filipinas. Su padre era de Vitoria y su madre de Bermeo. Realizó los estudios superiores ya en España, licenciándose en Derecho por la Universidad de Deusto (1894-1900), donde militó en las juventudes del Partido Nacionalista Vasco (PNV). Al terminar sus estudios abrió despacho de abogado y fue profesor universitario.
Con el PNV, fue elegido alcalde de Bilbao en 1909, concejal de Abando en 1911 y de 1913 a 1917. Fue uno de los nacionalistas vascos que firmaron el 25 de octubre de 1918 una carta dirigida al presidente de Estados Unidos, Thomas Woodrow Wilson, para que reconociera en el pueblo vasco el principio que él mismo había pronunciado en 1916 de forma genérica, a saber, que «todo pueblo tiene derecho a elegir la soberanía bajo la cual desea vivir». El mismo año fue nombrado senador por Vizcaya, y reclamó la creación de una Universidad del País Vasco. Ya en la Segunda República, fue diputado a Cortes por la circunscripción electoral de Vizcaya capital en las elecciones de 1931, 1933 y 1936. En 1932 fue nombrado presidente del Bizkai Buru Batzar del PNV.
Colaboró en el diario Euzkadi y fue consejero de diversas entidades navieras y financieras. Fue uno de los principales oradores en defensa del Estatuto de Estella. En 1933 fue nombrado portavoz de la Minoría Vasco-Navarra en la cámara. En 1935 fue Decano del Colegio de Abogados de Vizcaya. Murió de un tumor cerebral poco después de comenzar la Guerra Civil.